# 单色杜鹃
单色杜鹃（学名：Rhododendron tapetiforme），为杜鹃花科杜鹃花属下的一个植物种。